# Palacios de la Valduerna
Palacios de la Valduerna est une commune d'Espagne dans la province de León, communauté autonome de Castille-et-León. Elle s'étend sur 20,42 km2 et comptait environ 425 habitants en 2015.